# 親量院
親量院（しんりょういん、寛永11年（1634年） - 正徳4年11月12日（1714年12月18日））は、常陸水戸藩2代藩主・徳川光圀の側室。讃岐高松藩藩主・松平頼常の生母。父は玉井親次。名は弥智。

## 生涯
承応元年（1652年）、19歳のとき、水戸藩の世子であった光圀の子を身籠る。光圀の側近くに仕える女中であった。
兄頼重の子を跡継ぎにしようとしていた光圀は男子が生まれることを望まず、また正室泰姫を娶る前でもあったため、懐妊中の弥智は水戸藩家臣・伊藤友玄に預けられた。11月21日、江戸小石川の伊藤友玄宅で男子・頼常を出産する。頼常は光圀の兄の頼重が育てることとなったため、生後間もなく京に、翌春高松に向かい、高松城内で養育された。弥智は江戸に留まり、水戸藩士・望月信尚の妻となった。
元禄7年（1694年）閏5月、頼重の養子となり高松藩主となっていた頼常は、光圀の許しを得て、母弥智を高松に迎えた。このとき61歳。夫の望月信尚はすでに死去して、寡婦となっていたようである。
藩主生母として高松に20年住み、正徳4年（1714年）、81歳で死去した。墓所は香川県高松市の霊源寺。